# Train hybride
Ne doit pas être confondu avec Unité multiple électrique à batterie.
Un train hybride est une locomotive, une automotrice ou un train qui utilise système de stockage d'énergie rechargeable (RESS) à bord, placé entre la source principale d'alimentation (souvent un moteur diesel) et le système de traction. Étant donné que la plupart des locomotives diesel sont de type diesel/électrique, elles sont déjà équipées de série de tous les organes d'une transmission hybride à l'exception de la batterie de stockage, ce qui en fait une perspective relativement simple à mettre en œuvre.
L'énergie excédentaire de la source principale d'alimentation ou l'énergie issue du freinage par récupération, charge le système de stockage.. Au cours de l'accélération, l'énergie stockée alimente directement le système de traction, augmentant celle disponible de la source d'alimentation principale. Dans les conceptions actuelles, le système de stockage peut être des batteries électriques de traction ou un volant d'inertie. La source principale d'énergie peut-être du diesel, du gaz de pétrole liquéfié (GPL) ou de l' hydrogène (pour les piles à combustible) et la transmission peut-être soit mécanique, électrique ou hydrostatique. 
Les locomotives diesel-électrique sont souvent équipée des organes nécessaire pour le freinage par récupération, car elles peuvent déjà utiliser le freinage dynamique. Cette technique utilise les moteurs de traction comme générateurs pour absorber une grande partie de l'énergie du train, mais sans moyen de stocker l'électricité produite, elle est perdue sous forme de chaleur par de puissantes résistances munies de ventilateurs de refroidissement en toiture.
L'utilisation d'un système de stockage permet à un train non entièrement électrique d'utiliser un freinage par récupération (contrairement à un système de freinage dynamique seul), ainsi que de réduire la source d'alimentation principale en le faisant fonctionner au ralenti ou en l'arrêtant. La réduction de la consommation d'énergie offre des avantages environnementaux et des économies financières. L'automobile hybride électrique est un exemple (à plus petite échelle) de ce concept.

## Développement

### Origine
La voiture type Patton Motor Car, conçue par la société Patton Motor Company, était dotée d'un système hybride gaz-électrique, avant que le terme hybride ne soit pas encore utilisé. William H. Patton a déposé un brevet le 25 février 1889 : les dessins de son dépôt de brevet fournissaient des descriptions futures de son premier prototype. Patton a construit un tramway qui était en essais en service commercial en 1891 à Pullman (Illinois) et une petite locomotive Patton a été vendue à une compagnie de tramways à Cedar Falls (Iowa) en 1897. Celle-ci était équipée d'un moteur à essence à 2 cylindres développant 25 ch, entraînant un générateur de 220 volts qui servait à charger une batterie au plomb de 200 ampère-heure (100 cellules) en parallèle des moteurs de traction. Le moteur tournait à vitesse constante, avec un générateur à bobinage en dérivation qui servait également de démarreur électrique. Un contrôleur conventionnel série-parallèle été utilisé pour les deux moteurs de traction de 35 CV qui entraînaient les roues de la locomotive,,. Le terme de train à entraînement mixte a été utilisé au début du XXe siècle. Le système Pieper a été appliqué aux automotrices belges (tramway Vicinal) et français (Compagnie des Chemins de Fer de Grande Banlieue) dès 1911,.  
Le système Thomas, fabriqué par  la société Thomas Transmission Ltd. en Angleterre, dont la conception mécanique est similaire à celui de l'hybrid Synergy Drive, a été utilisé au Royaume-Uni et testé en Nouvelle-Zélande dans une automotrice de type NZR RM.

### Tchécoslovaquie
En 1986, le constructeur de locomotives tchécoslovaque ČKD a construit un prototype de locomotive de manœuvre hybride appelé DA 600. La locomotive était propulsée par un moteur diesel de 190 kW et quatre moteurs électriques, avec une puissance totale maximale de 360 kW alimenté par batteries. Les batteries ont été rechargées pendant que le moteur diesel était en marche, par freinage régénératif ou à partir d'une alimentation électrique externe,.
Après des essais sur le circuit d'essai ferroviaire Velim et quelques modifications mineures, la locomotive a été prêtée au dépôt ferroviaire d'Olomouc et y a été exploitée avec succès pendant dix ans. L' économie socialiste tchécoslovaque n'a pas réussi à démarrer la production de masse, principalement en raison d'un manque de capacités de fabrication de batteries appropriées. 

### Japon
En mai 2003, JR East a commencé des essais en utilisant un wagon KiYa E991 «NE Train» («New Energy Train»), testant les performances du système dans les régions froides.
La conception avait deux piles à combustible de 65 kilowatts et six réservoirs d'hydrogène sous le plancher, avec une batterie lithium-ion sur le toit. Le train d'essai pouvait parcourir 100 kilomètres à l'heure (60 mph) avec une autonomie de 50 à 100 kilomètres (30 à 60 mi) entre les recharges d'hydrogène. Des recherches sont en cours sur l'utilisation du freinage par récupération pour recharger les batteries du train d'essai, dans le but d'augmenter encore l'autonomie. JR avait déclaré qu'il espérait introduire le train en service local régulier au cours de l'été 2007. La technologie testée sur ce train a été intégrée aux wagons diesel / batterie KiHa E200 mis en service en 2007.
La première locomotive de manœuvre JR Freight Class HD300 a été livrée par Toshiba le 30 mars 2010.  La nouvelle locomotive utilise des batteries au lithium-ion et est conçue pour réduire les émissions d'échappement d'au moins 30% à 40% et les niveaux de bruit d'au moins 10 dB par rapport aux locomotives diesel de classe DE10 existantes.

#### Unités multiples
- Train NE, wagon expérimental
- Série KiHa E200, unités à une seule voiture lancées en 2007
- Série HB-E210, introduite en 2015
- Série HB-E300, introduite en 2010

#### Locomotives
- JR Freight classe HD300, livrée en 2010, entrée en service à partir de 2012

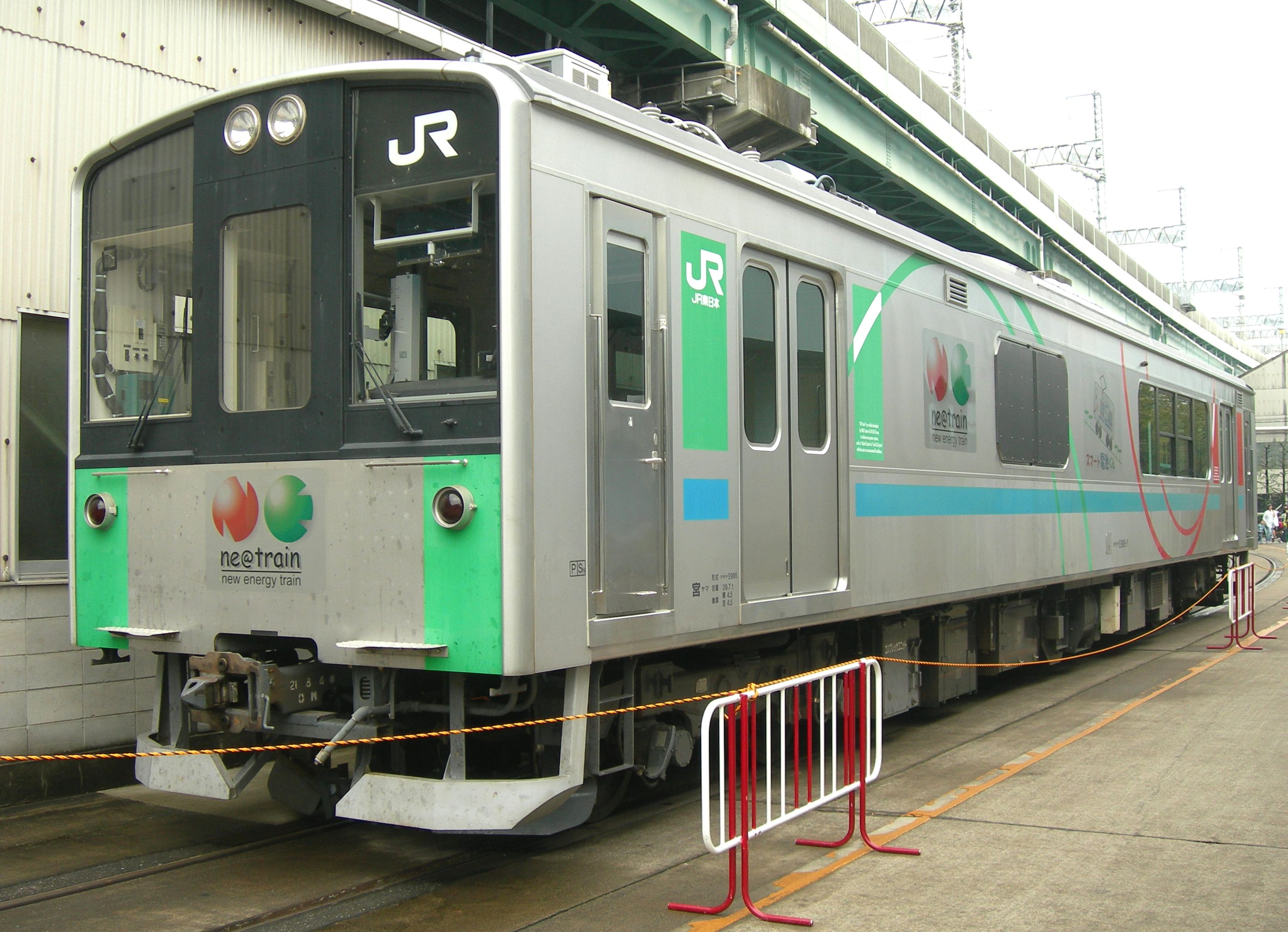
Le "Train NE" expérimental
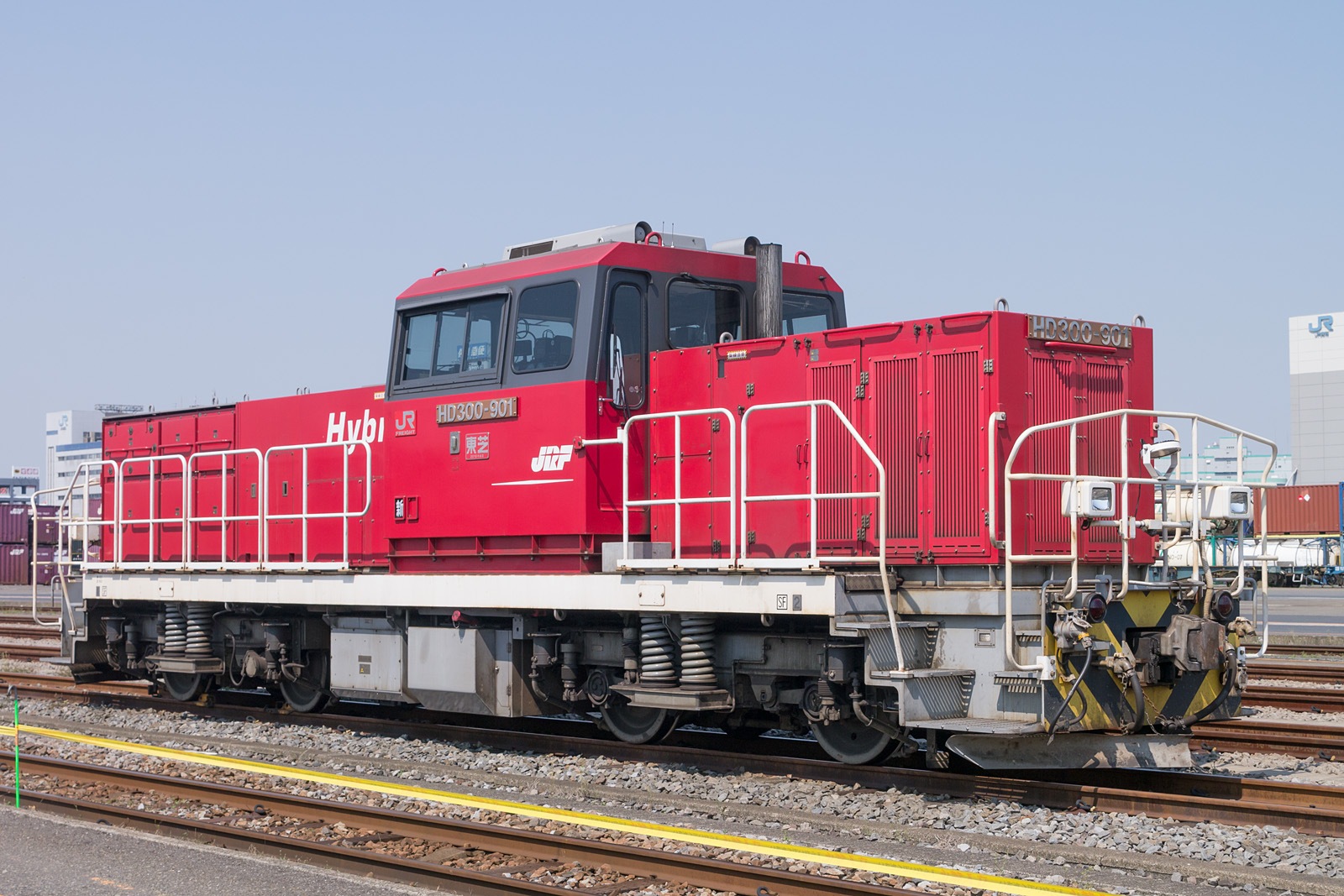
Locomotive hybride classe HD300
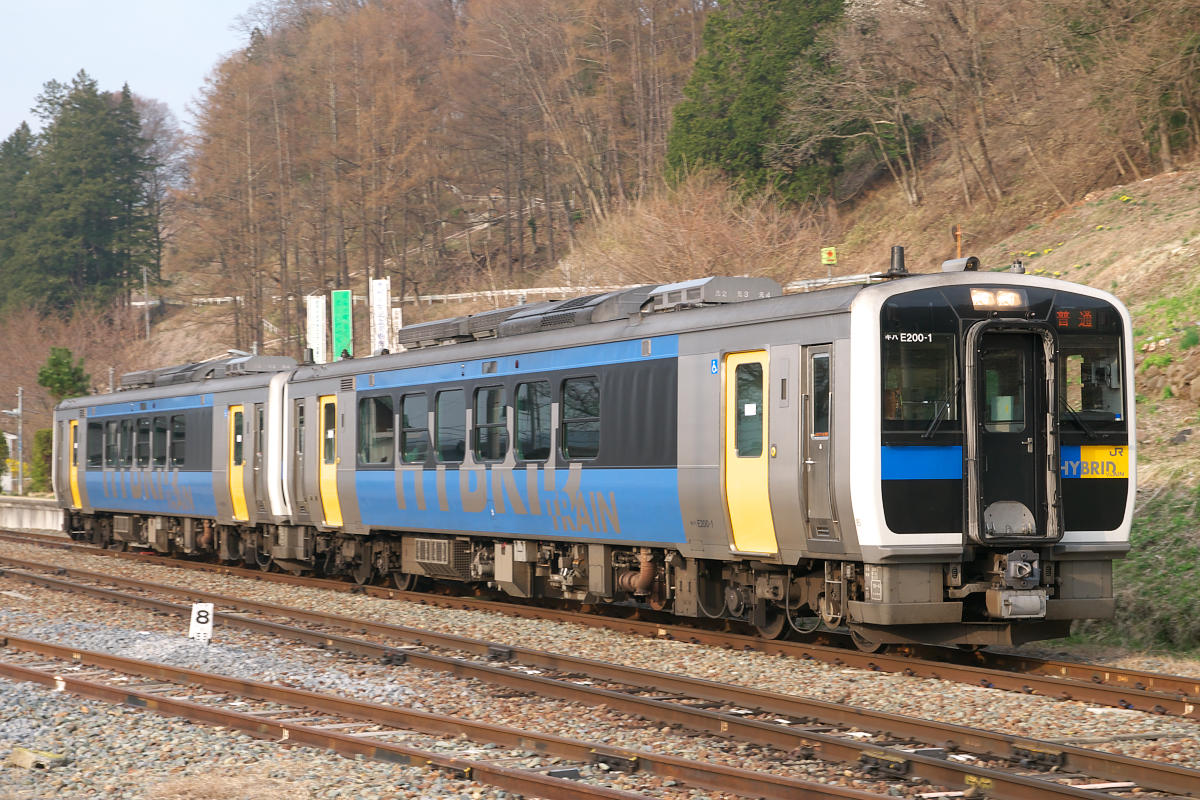
Une paire de wagons diesel hybrides KiHa E200
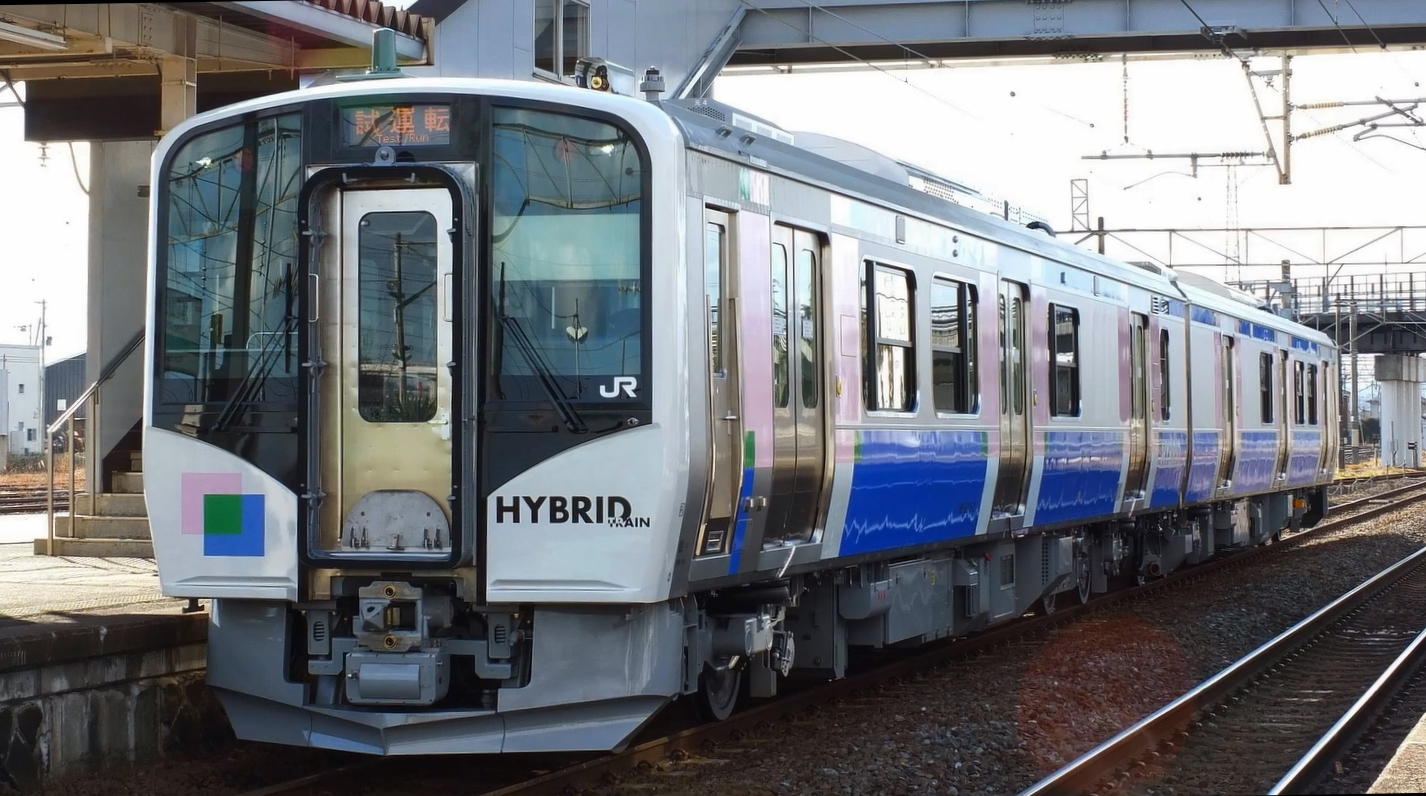
Un DMU hybride de la série HB-E210
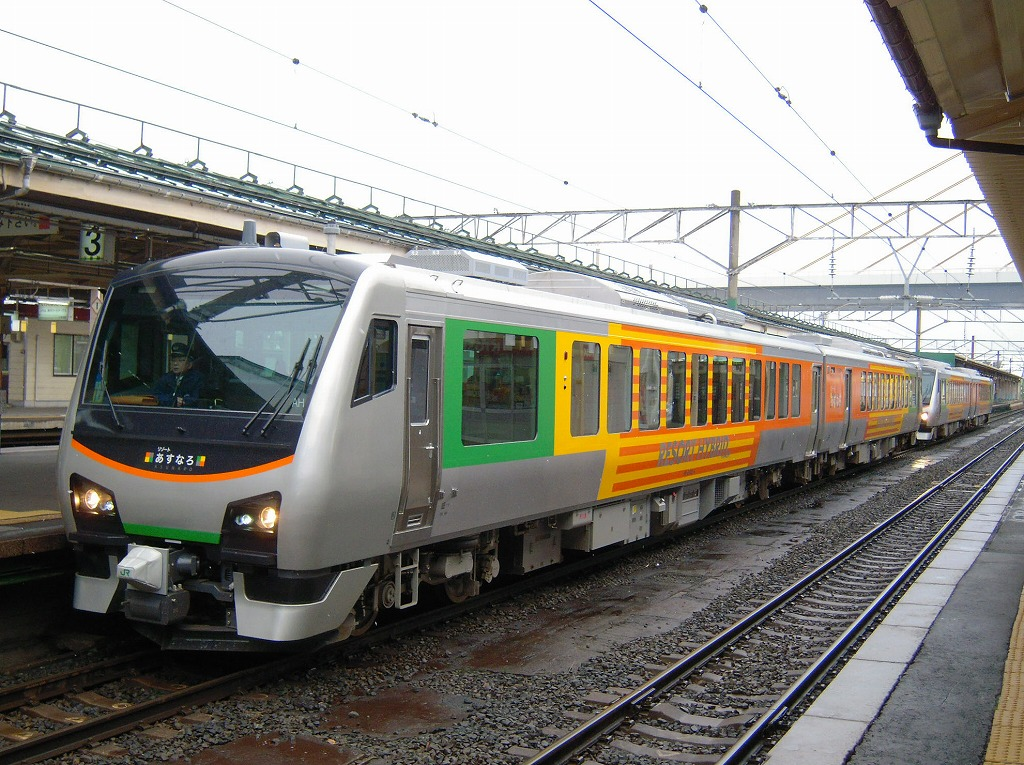
Un DMU hybride de la série HB-E300

### Russie
Sinara transport machines développe la TEM9H, une version hybride de ses locomotives de manœuvre diesel de la série TEM9, dans son usine de locomotives Lyudinovsky. Il s'agit d'une locomotive à quatre essieux de 1 200 chevaux avec batteries lithium-ion, supercondensateurs et moteurs à courant alternatif. Il est prévu qu'il soit en production au début de 2013.

### Royaume-Uni
Un service du dimanche a fonctionné sur la ligne secondaire de la ville de Stourbridge pendant une période de deux ans, à l'aide d'un système de stockage d'énergie à volant d'inertie construit par Parry People Movers. En 2008, deux wagons de British Rail Class 139 ont reçu l'ordre de fournir un service complet sur la ligne secondaire à partir de 2009.
En 2007, un wagon de classe 43 modifié a circulé sur le Great Central Railway, puis dans le cadre du nouveau train de mesure Network Rail (un train enregistrant les voies de 200 kilomètres par heure). Le système développé par Hitachi utilisait un système d'entraînement diesel-électrique assisté par batterie ; l'espoir étant qu'il démontrera une réduction des émissions jusqu'à 50 pour cent et une réduction des coûts de consommation de carburant de 20 pour cent. La locomotive modifiée, nommée Hayabusa, était attachée de manière semi-permanente à un wagon de passagers converti contenant le banc de batteries pendant la période d'essai.
Depuis 2015, Vivarail a converti certains anciens stocks D78 du métro de Londres pour des services ruraux, en les désignant sous le nom de D-Train. Certaines de ces unités converties de classe 230 utilisent une propulsion hybride diesel-électrique en série.

### Amérique du Nord

#### Railpower

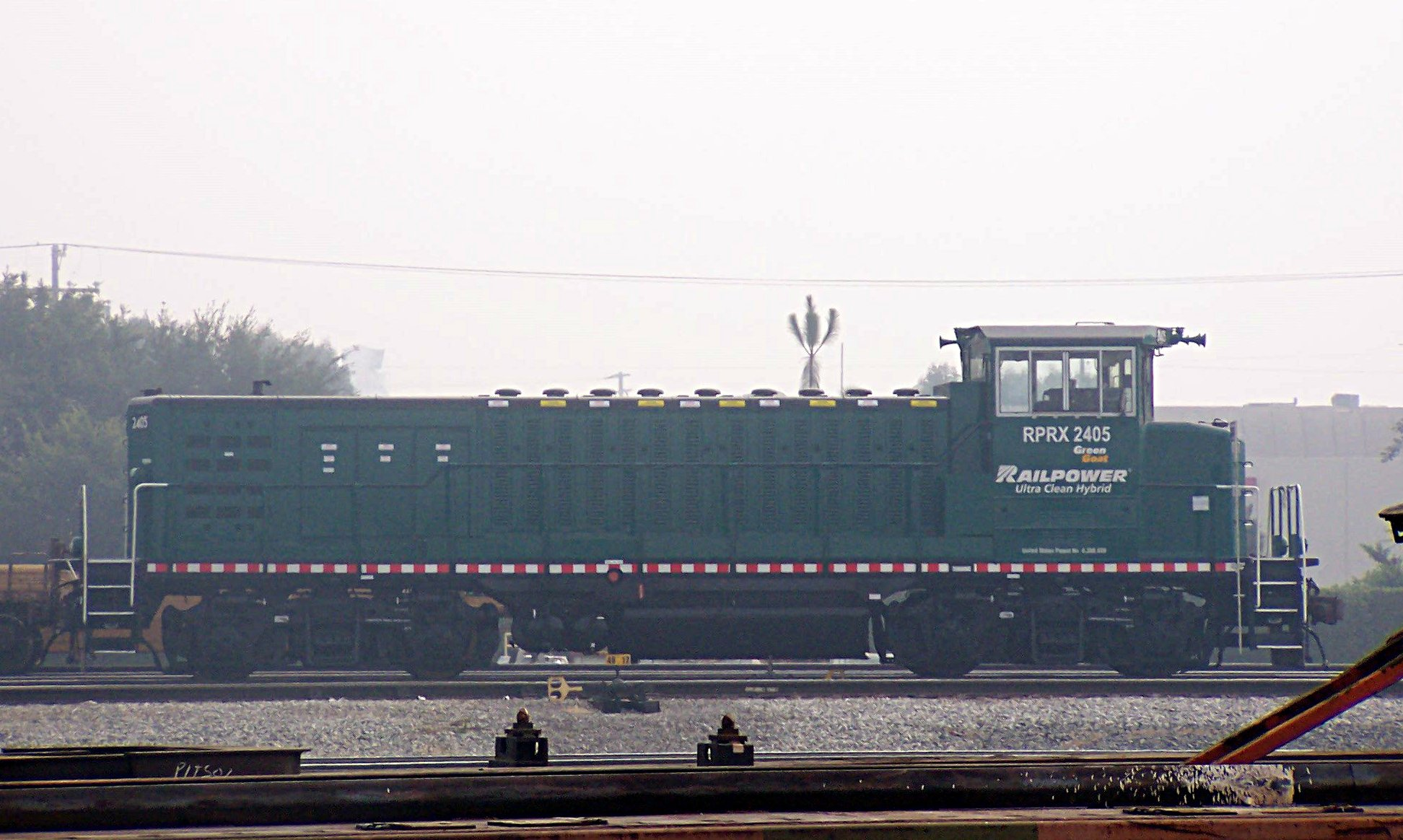
Une locomotive de manœuvre hybride Green Goat

En 2004, Railpower Technologies, une entreprise canadienne, a commencé à diriger des pilotes aux États-Unis avec les locomotives de manœuvre Green Goat. Les essais ont donné lieu à des commandes de l' Union Pacific et du Canadien Pacifique, à partir du début de 2005. On s'attend à ce que ces trains hybrides diesel-électrique réduisent les émissions jusqu'à 90% et la consommation de carburant jusqu'à 60% par rapport aux locomotives diesel classiques. Les locomotives «Green Goat» étaient destinées à être utilisées dans les gares de triage.

#### General Electric
General Electric (GE) a  à la gare Union de Los Angeles le 24 mai 2007. La locomotive utilisait le freinage par récupération et une batterie de batteries haute capacité que GE construisait pour réaliser ses économies de carburant et atteindre des normes d'émissions plus élevées que les locomotives diesel ordinaires précédentes. Il était prévu de rejoindre la gamme actuelle de locomotives de la série Evolution  as of May 2007.

#### Savannah, Géorgie
La ville de Savannah, en Géorgie, a testé le fonctionnement d'un tramway de Melbourne de classe W en service en tant qu'hybride alimenté au biodiesel avec stockage par batterie à bord à la fin de 2008. Le service régulier le long du tramway de River Street a commencé le 11 février 2009,.

### Grèce
Les trains hybrides Hitachi ont commencé la construction en juillet 2019. Ils seront disponibles dans toute la Grèce à partir de 2022.

### France
Entre 2021 et 2022, les régions françaises du Centre-Val de Loire, de l'Occitanie, de la Nouvelle Aquitaine et du Grand Est en partenariat avec la SNCF et Alstom, lanceront des essais de roulage avec un autorail hybride Regiolis (Diesel / Batterie), avant de démarrer le service régulier en 2023,,,.